# Super Food Holding
Super Food Holding (legalmente Supermercados Peruanos S.A.) es una empresa peruana dueña de varias cadenas de supermercados. Comenzó sus operaciones en 2004, tras la compra por parte de Interbank de la cadena de supermercados Santa Isabel a la transnacional Ahold en 2003.
En 2007, la empresa inició su expansión al resto del país con la inauguración de su primera tienda en Trujillo. Después, en inauguró locales en otras ciudades como Trujillo, Chiclayo, Huancayo, Arequipa e Ica. Con el paso del tiempo, ingresó a otras zonas urbanas a nivel nacional.

## Historia
Supermercados Peruanos S.A. fue creada en 1993 con el nombre Supermercados Santa Isabel Perú. Posteriormente, la empresa adquirió las cadenas de tiendas Mass y Top Market.
En 1998, la cadena holandesa de supermercados Koninklijke Ahold N.V. (Ahold), a través de su subsidiaria de alcance global Disco Ahold International Holding N.V., adquirió la cadena de supermercados Santa Isabel de Chile (y con ello de su subsidiaria en Perú), además de las tiendas Disco de Argentina y Stock de Paraguay.
En abril de 2003, Ahold anunció su decisión de vender su participación de las cadenas de supermercados que poseía en Asia y en Chile, Argentina, Paraguay, Brasil y Perú. En este último país, el 11 de diciembre del mismo año, se concluyó el proceso de venta de la cadena, la cual pasó a ser propiedad de un conglomerado de empresas ligadas a Intercorp.
El 1 de enero de 2004, se modificó el nombre legal por el de Supermercados Peruanos S.A.
En agosto de 2012, como parte del proceso de reorganización corporativa de Intercorp, el 99,98% de las acciones de Supermercados Peruanos S.A. fueron transferidas a la subsidiaria Intercorp Retail.
En septiembre de 2017 Supermercados Peruanos S.A. recibió el Premio ABE 2017 por la Asociación de Buenos Empleadores.

## Estructura
Supermercados Peruanos S.A. opera una red de autoservicios bajo cuatro divisiones:
- Hipermercados; con la marca Plaza Vea Hiper.
- Supermercados; con las marcas Plaza Vea Super y Vivanda.
- Tiendas de descuento; con las marcas Plaza Vea Express y Mass.
- Cash and carry; con la marca Makro.

## Subsidiarias

### Plaza Vea

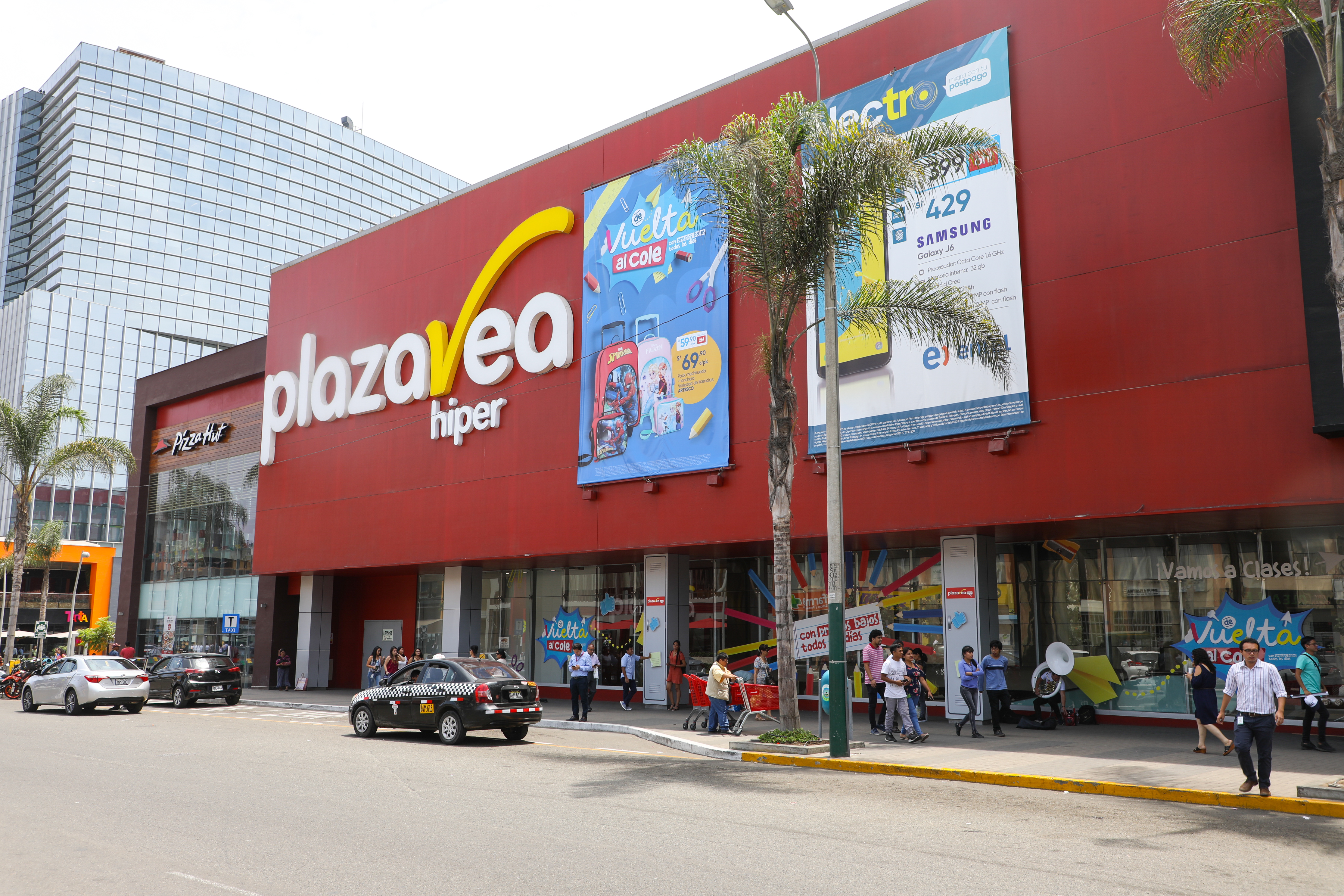
Plaza Vea Hiper

Plaza Vea maneja tres marcas: hipermercados Plaza Vea Hiper, supermercados Plaza Vea Super y tiendas de descuento Plaza Vea Express. Su expansión al nivel nacional se inició en 2007. 
Plaza Vea Super está compuesto por locales generalmente más pequeños, usualmente los que solían operar anteriormente las tiendas Santa Isabel.
Plaza Vea Express se compone de locales aún más pequeños, enfocados en las compras rápidas y puntuales, con un número limitado de artículos. Generalmente, operan en antiguos locales de la cadena Mass.
A fines de 2013, estas tres marcas pasan a operarse bajo la denominación Plaza Vea a secas. No obstante, esta situación se revierte a fines de 2014 y se vuelve a la diferenciación comercial. A los hipermercados de esta cadena se les agregó la etiqueta "hiper".

### Vivanda

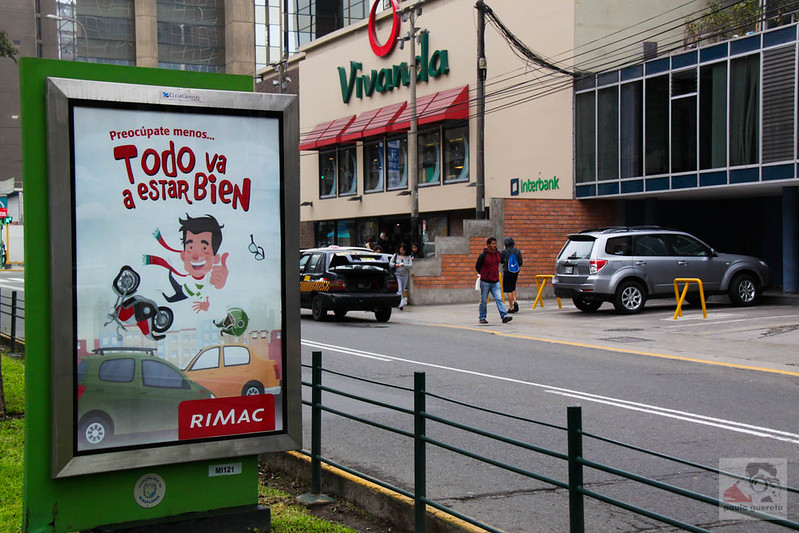
Vivanda

La cadena de supermercados Vivanda está orientada a las clases altas de Lima. Vivanda es una cadena de supermercados peruana que fue lanzada a mediados de septiembre del 2005. Cuenta con 8 tiendas, ubicadas en los distritos de San Isidro, Surco, La Molina, Miraflores y Magdalena, en la ciudad de Lima, además de un local en el distrito de Asia, en la provincia de Cañete, departamento de Lima.
Actualmente cuenta con 10 tiendas.

### Mass

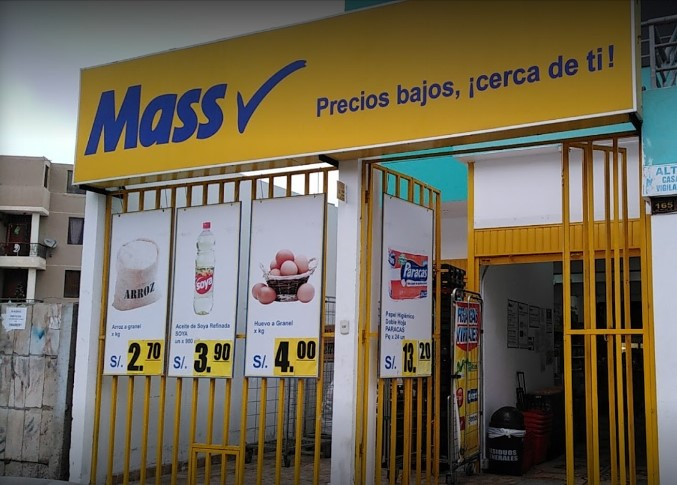
Tienda Mass en Chorrillos

Mass es una cadena de tiendas de descuento. En 2016, esta cambia de formato a tienda menor (bodega) pasando por un proceso de expansión masivo: de contar con 19 tiendas en marzo de ese año a 180 hasta julio de 2018.
En septiembre de 2020, Mass abre sus primeras tiendas en fuera de la capital Limay ese mismo año alcanzaron los 400 locales.
Opera tiendas en las ciudades de Piura, Paita, Trujillo, Ica, Sullana, Talara, Arequipa, Chulucanas, Nazca, Chimbote y Chiclayo.

### Makro Perú
La cadena de mayoristas Makro comenzó operaciones en junio de 2009.
El 23 de diciembre de 2020, después de 11 años y medio de operaciones normales, se concreta la venta de las operaciones en Perú de la cadena mayorista holandesa Makro a Supermercados Peruanos S.A.. En esta transacción, fueron incluidas la transferencia de las 16 tiendas que Makro gestionaba en Perú junto con sus marcas propias.
A su vez, hasta ese entonces, Supermercados Peruanos S.A. tenía una propia cadena de supermayoristas llamada Economax, fundada y abierta en 2011, cerrada en 2013 (como tienda de bodega), reabierta en 2018 y fusionada con Makro en 2021, lo cual le permitió a esta última sumar 6 tiendas más. Desde entonces, ha empezado a expandirse a otras ciudades del país, como San Vicente de Cañete o Chimbote.
A finales del 2021, Makro Perú cambia su logo (similar al logotipo de Economax del 2018 al 2021) a uno más similar al de Europa que al de América.
A diciembre de 2023, Makro Perú opera 23 tiendas en todo el país.

## Marcas extintas

### Santa Isabel (Perú)

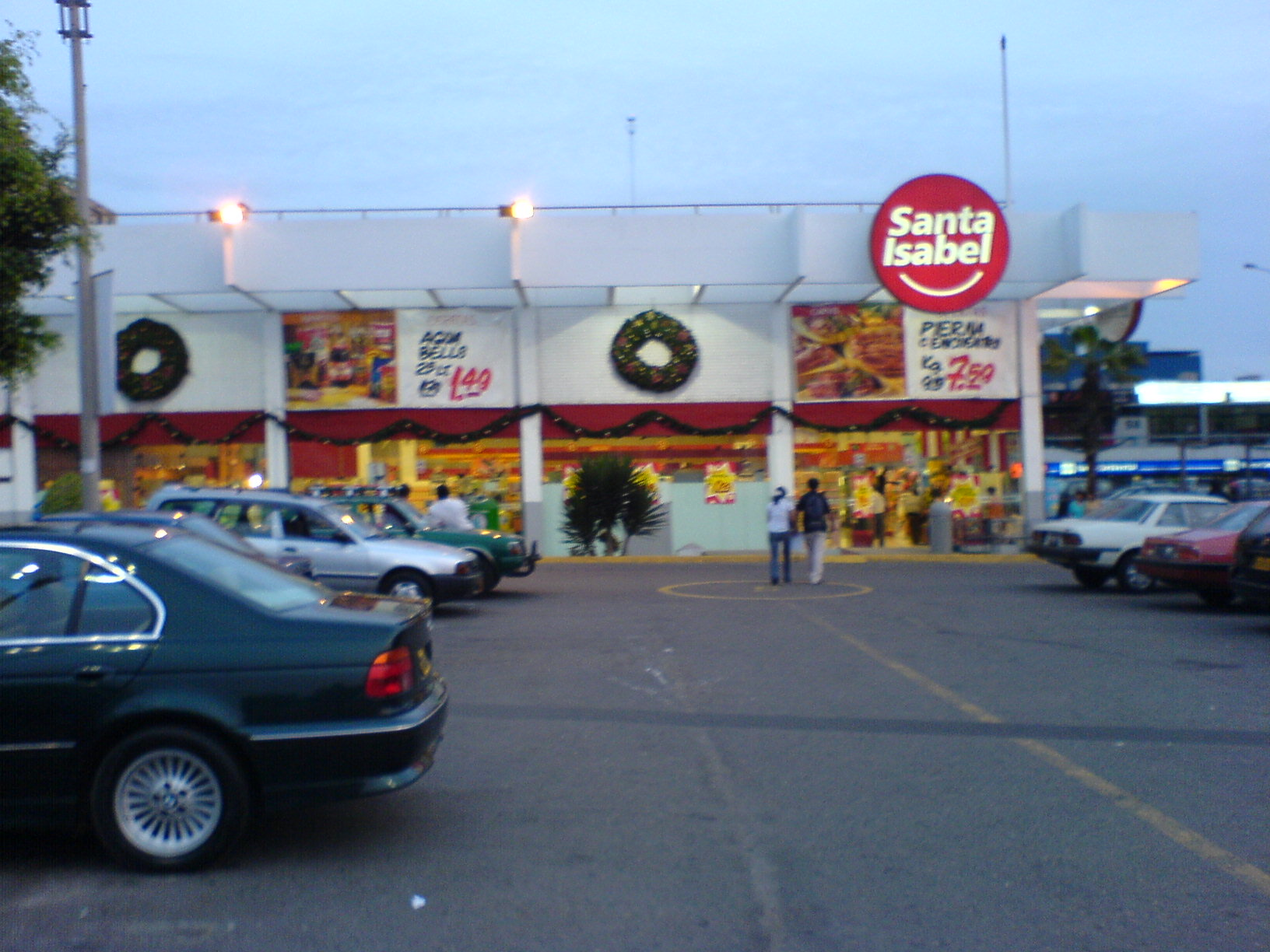
Santa Isabel en la residencial San Felipe. Cerró en 2009.

Lanzada en septiembre de 1993, con la compra de los supermercados Scala Gigante por Eduardo Elberg.
En 2001, Santa Isabel fue comprada por Disco-Ahold Perú. Ahold decide vender sus operaciones en Latinoamérica en 2003.
La empresa es adquirida por Intercorp, pero al ver que Plaza Vea le duplicaba las ventas a Santa Isabel, ordena la sustitución de todos los locales de este último por la marca Plaza Vea en el período 2006-2009. Todos sus locales fueron convertidos en Plaza Vea y Vivanda. El último local con la marca Santa Isabel fue aquel ubicado en la residencial San Felipe para luego ser convertida en un supermercado Metro.

### Minisol
Formato de supermercado de descuento creado en el año 2001. Pasó a llamarse Mass desde 2006.

### Market San Jorge
Fue un supermercado ubicado en el distrito de La Molina. Su dueño fue Jorge Higa, quien arrendó el local a Supermercados Peruanos S.A. para competir con Metro. Por un tiempo, Supermercados Peruanos mantuvo la tienda con su nombre y logo original. No obstante, a finales de 2016, el local fue remodelado y transformado en un Plaza Vea Super.

### Economax Supermayorista
Fue un formato cash and carry o supermayorista, lanzado al mercado el 24 de septiembre de 2018 con la apertura de su primera tienda en el distrito de San Jerónimo en la ciudad del Cusco. Como tienda mayorista, se encontraba principalmente dirigido a clientes insertados en el sector hotelero, el de restaurantes y de cáterin. Asimismo, enfocado en bodegas, puestos de mercado y kioscos, además de ferreterías, peluquerías, etc.
En las tiendas Economax, sus espacios se subdividían en área de no alimentos, área de alimentos básicos y área de alimentos perecederos. Cada área contaba con un corredor principal donde el cliente se podía desplazar y observar los diferentes precios de productos.
El primer Economax abrió el 1 de marzo de 2011 con sede en La Victoria. En mayo de ese año se abrió el segundo local en Chaclacayo y en julio dos tiendas más, en Los Olivos, San Juan de Lurigancho y en San Miguel. Por no superar las expectativas de la empresa y con la nueva administración, se decidió no continuar con el formato de Economax, cerrando en 2013.
En septiembre de 2018, el nombre de este formato extinto fue utilizado para inaugurar el formato supermayorista de Supermercados Peruanos S.A. En 2021 todas sus tiendas fueron convertidas en Makro.

### Tu Entrada

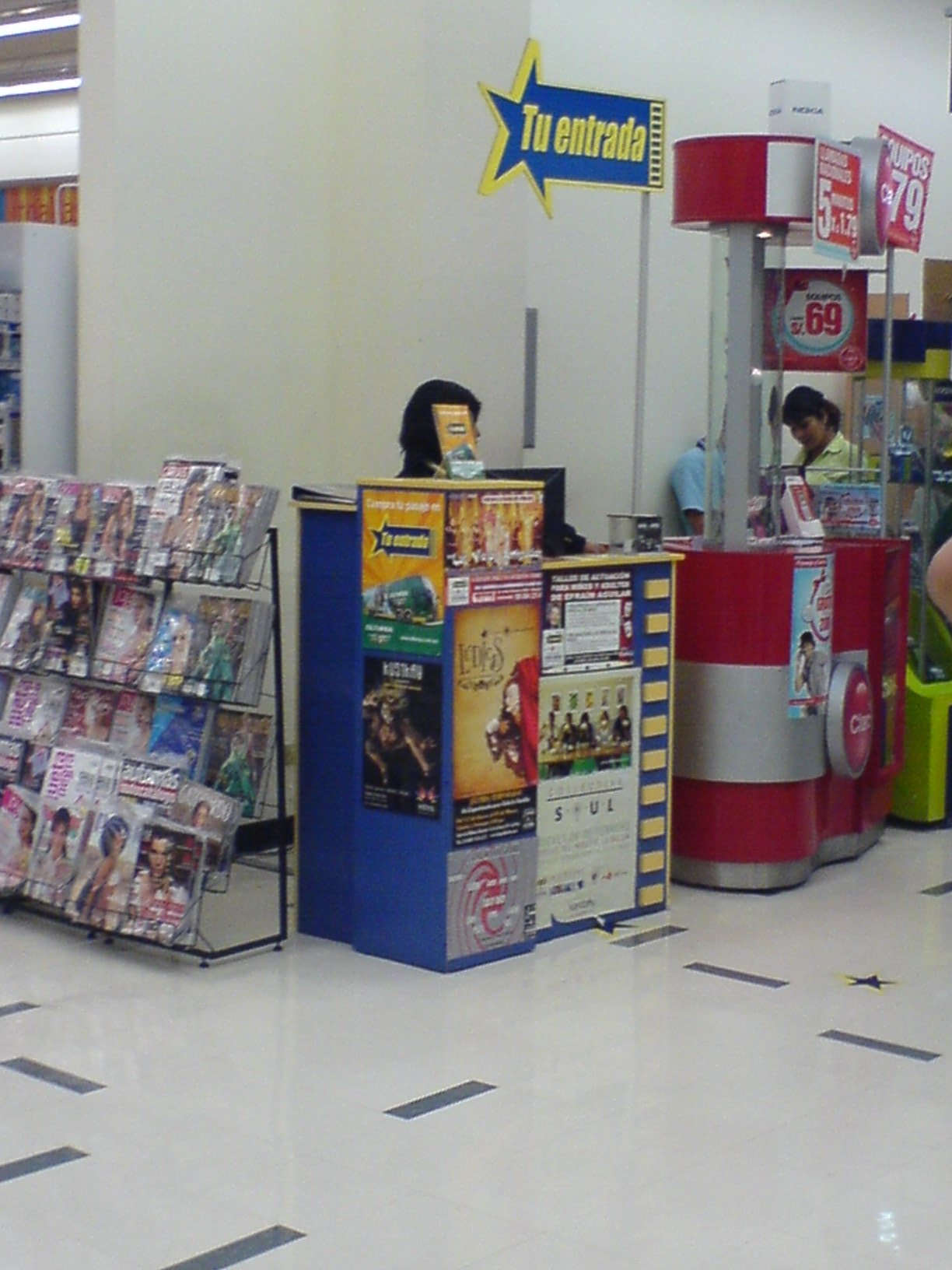
Puesto de Tu Entrada en Plaza Vea San Miguel

Tu Entrada era un medio electrónico de ventas de entradas para diversos eventos artísticos que operaba dentro de las tiendas de Plaza Vea y Vivanda. Fue inaugurado a fines de 2007, teniendo un rápido crecimiento en el mercado peruano siendo el encargado de la venta y distribución de entradas para grandes megaconciertos ofrecidos en Lima.
En algún momento llegó a contar con 13 módulos en Lima (12 en Plaza Vea y 1 en Vivanda), 2 en Cusco (en los 2 Plaza Vea de la ciudad) y 2 en Arequipa (en los 2 Plaza Vea de la ciudad). Asimismo, en Trujillo y Chiclayo contaba con módulos provisionales para eventos que requieran de los servicios de Tu Entrada. Estos módulos no eran fijos por la baja demanda que tenía Tu Entrada debido a la imposición de Teleticket en ese mercado. Actualmente, Tu Entrada ya no se encuentra en operación.

## Accionariado
- Hasta 2006
  - Interseguro Compañía de Seguros de Vida S.A. 47.86%
  - Compass Capital Partners Corp. 38.87%
  - Banco Internacional del Perú S.A.A. 12.25%
  - IFH Perú Ltd. 1.02%

- A partir de 2007
  - IFH Retail Corporation 71.49%
  - Compass Capital Partners Corp. 28.51%

- Desde 2012
  - InRetail Perú 99.98%
  - Otros 0.02%